# Archidiecezja Makassar
Archidiecezja Makassar (łac. Archidioecesis Makassarensis, indonez. Keuskupan Agung Makassar) – rzymskokatolicka archidiecezja ze stolicą w Makassar w prowincji Celebes Południowy, w Indonezji. Arcybiskupi Makassar są również metropolitami metropolii o tej samej nazwie.
W 2004 w archidiecezji służyło 118 braci i 105 sióstr zakonnych.

## Sufraganie
Sufraganiami arcybiskupa Makassar są biskupi diecezji:
- Amboina
- Manado.

## Historia
13 kwietnia 1937 papież Pius XI bullą Catholicae fidei erygował prefekturę apostolską Makassar. Dotychczas wierni z tych terenów należeli do wikariatu apostolskiego Celebes (obecnie diecezja Manado).
13 maja 1948 prefekturę apostolską Makassar podniesiono do rangi wikariatu apostolskiego.
3 stycznia 1961 papież Jan XXIII podniósł wikariat apostolski Makassar do rangi archidiecezji metropolitarnej.
W latach 1973–2000 jednostka nosiła nazwę archidiecezja Ujung Pandang (taką nazwę miał wtedy Makassar).

## Ordynariusze

### Prefekt apostolski
- Gerardo Martino Uberto Martens CICM (1937 – 1948)

### Wikariusz apostolski
- Nicolas Martinus Schneiders CICM (1948 – 1961)

### Arcybiskupi
- Nicolas Martinus Schneiders CICM (1961 – 1973)
- Theodorus Lumanauw (1973 – 1981)
- Franciscus van Roessel CICM (1988 – 1994)
- Johannes Liku Ada’ (1994 – 2024 )
- Fransiskus Nipa (2024 – nadal)